# Kardio-fazio-kutanes Syndrom
Ein Kardio-fazio-kutanes Syndrom auch Cardio-fazio-cutanes-Syndrom, kurz CFC-Syndrom genannt, ist eine sehr seltene angeborene Kombination von Fehlbildungen im Gesicht, am Herzen, Hautauffälligkeiten, neurologischen Störungen, Gedeihstörung und geistiger Entwicklungsretardierung.
Der Erstbeschrieb erfolgte 1986 durch J. F. Reynolds und Mitarbeiter.

## Häufigkeit
Die Häufigkeit wird in Japan auf 1 zu 810.000 Personen geschätzt, bislang wurde über etwa 300 Betroffene berichtet. Die Vererbung erfolgt autosomal-dominant.

## Ursachen
Je nach zugrunde liegender Mutation können folgende Typen unterschieden werden:
- CFC1 mit Mutationen im BRAF-Gen auf Chromosom 7 Genort q34[5]
- CFC2 mit Mutationen im KRAS-Gen auf Chromosom 12 Genort p12.1[6]
- CFC3 mit Mutationen im MAP2K1-Gen auf Chromosom 15 Genort q22.31[7]
- CFC4 mit Mutationen im MAP2K2-Gen auf Chromosom 19 Genort p13.3[8]

Diese Gene sind jeweils im MAP-Kinase-Weg beteiligt.

## Klinische Erscheinungen
Das Ausmaß der Veränderungen ist sehr variabel.
Klinische Kriterien sind:
- häufig Polyhydramnion
- bei Geburt relative Makrozephalie, kurzer Nacken
- Ernährungsprobleme mit Wachstumsstörungen (Kleinwuchs)
- Auffälliges Gesicht mit breiter Stirn, tief ansetzenden Ohrmuscheln, Ptosis, Epikanthus medialis, kurze Nase, betontes Philtrum, hoher Gaumen, dicke Unterlippe
- Dünnes spärliches Kopfhaar, eventuell fehlende Augenbrauen
- Angeborene Herzfehler wie Pulmonalstenose, Vorhofseptumdefekt, Hypertrophe Kardiomyopathie
- Hautveränderungen wie Ichthyosis, trockene, elastische Haut (an den Armen, Beinen und im Gesicht), Hyperpigmentation, Ausbildung von Nävi, Keratoderma, Café-au-lait-Flecken
- Augenveränderungen wie Hypertelorismus, Strabismus, Nystagmus, Astigmatismus, Fehlsichtigkeit
- Fußfehlbildungen wie Polydaktylie oder Syndaktylie
- Psychomotorische Retardierung
- Krampfanfälle in 50 %

## Diagnose
Die Diagnose basiert auf der Kombination klinischer Befunde und kann durch humangenetische Untersuchung gesichert werden.

## Differentialdiagnose
Abzugrenzen sind das Noonan-Syndrom  und das Costello-Syndrom.

## Prognose
Die Aussichten hängen von den jeweiligen Veränderungen und deren Schwere ab.